# 리바운드 (농구)

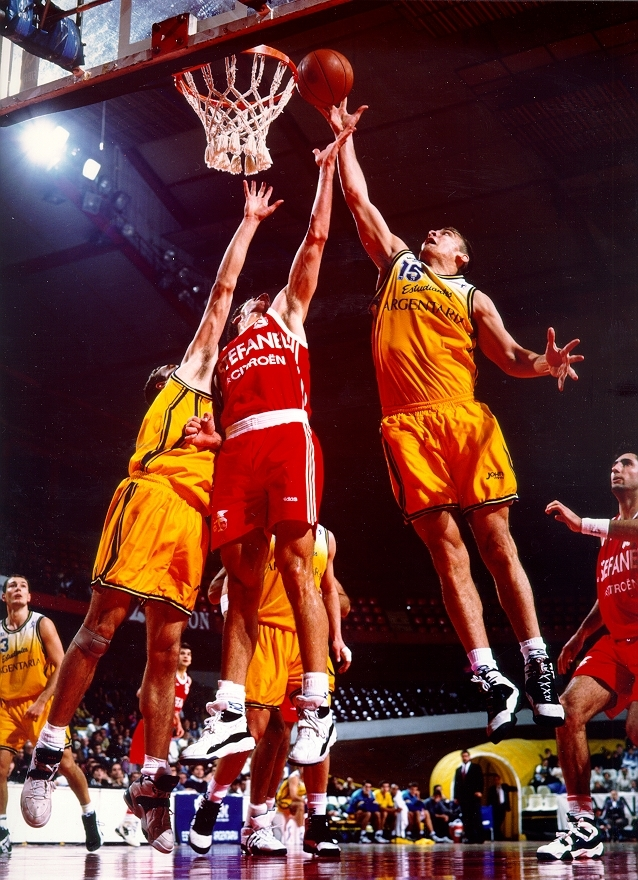

농구의 리바운드(영어: Rebound)는 슈팅된 공이 득점하지 않은 경우에 그 공을 잡는 기술을 말한다. 필드 골이나 자유투를 놓친 후 공을 회수한 선수에게 부여되는 통계이다.
농구의 리바운드는 게임에서 일상적인 부분이다. 슛이 성공적으로 이루어지면 공의 소유권이 변경되고, 그렇지 않으면 리바운드를 통해 수비팀이 소유권을 갖게 된다. 리바운드는 팀의 공격 끝에 놓친 슛으로 팁을 준 선수에게도 주어진다. 리바운드는 공격수나 수비수 모두 잡을 수 있다.
리바운드는 두 가지 주요 범주로 나뉜다. 공격 측에서 공을 회수하고 소유권을 변경하지 않는 "공격 리바운드"와 수비 팀이 소유권을 얻는 "수비 리바운드"이다. 대부분의 리바운드는 수비 팀이 놓친 슛을 회복하기 위해 더 나은 위치(즉, 바스켓에 더 가까운 위치)에 있는 경향이 있기 때문에 수비적이다. 공격 리바운드는 공격 팀에게 즉시 또는 공격을 재설정하여 득점할 수 있는 또 다른 기회를 제공한다. 블록은 리바운드로 간주되지 않는다.
리바운드를 인정하기 위해 볼이 실제로 림이나 백보드에서 "리바운드"할 필요는 없다. 리바운드는 바스켓과 보드를 완전히 놓친 에어볼을 포함하여 놓친 슛 이후에 기록된다. 선수가 슛을 하고 빗나갔고 누군가가 공을 집기 전에 공이 땅에 튕긴다면 공을 집은 사람이 리바운드로 인정된다. 리바운드는 공을 확실히 소유한 첫 번째 선수나 득점을 위해 공을 바스켓으로 성공적으로 빗나가게 한 선수에게 부여된다. 한 선수가 클리어하지 못한 슛을 놓친 후 공을 소유하게 되면 팀에 리바운드가 인정된다. (예: 슛 후 바운드 아웃 오브 바운드, 아웃 오브 바운드 차단, 림에서 직접 바운드 아웃 오브 바운드). 팀 리바운드는 어떤 선수에게도 인정되지 않으며 일반적으로 농구 규칙에 따라 형식적인 것으로 간주되며 한 선수가 공을 제어하는지 여부에 관계없이 모든 놓친 슛은 리바운드되어야 한다.
훌륭한 리바운더는 키가 크고 힘이 센 경향이 있다. 높이가 매우 중요하기 때문에 대부분의 리바운드는 종종 바스켓에 더 가깝게 위치하는 센터와 파워 포워드에 의해 이루어진다. 키 부족은 때때로 리바운드를 잡기 위해 키가 큰 선수를 볼에서 멀리 밀어내는 힘으로 보완할 수 있다. 예를 들어 찰스 바클리(Charles Barkley)는 일반적으로 상대방보다 훨씬 짧음에도 불구하고 한때 리바운드에서 리그를 이끌었다.
몇 년 동안 뉴저지 네츠의 리바운드를 이끈 포인트 가드 제이슨 키드와 같은 일부 짧은 가드는 훌륭한 리바운더가 될 수 있다. 그러나 높이도 리바운드에 유리할 수 있다. 훌륭한 리바운더는 또한 타이밍과 포지셔닝에 대한 예리한 감각을 가지고 있어야 한다. 뛰어난 도약 능력은 중요한 자산이지만 반드시 필요한 것은 아니다. 래리 버드와 모세스 멜론과 같은 선수들은 훌륭한 리바운더였으나 도약 능력으로 알려진 적은 없었다.